# Stazione di Codroipo

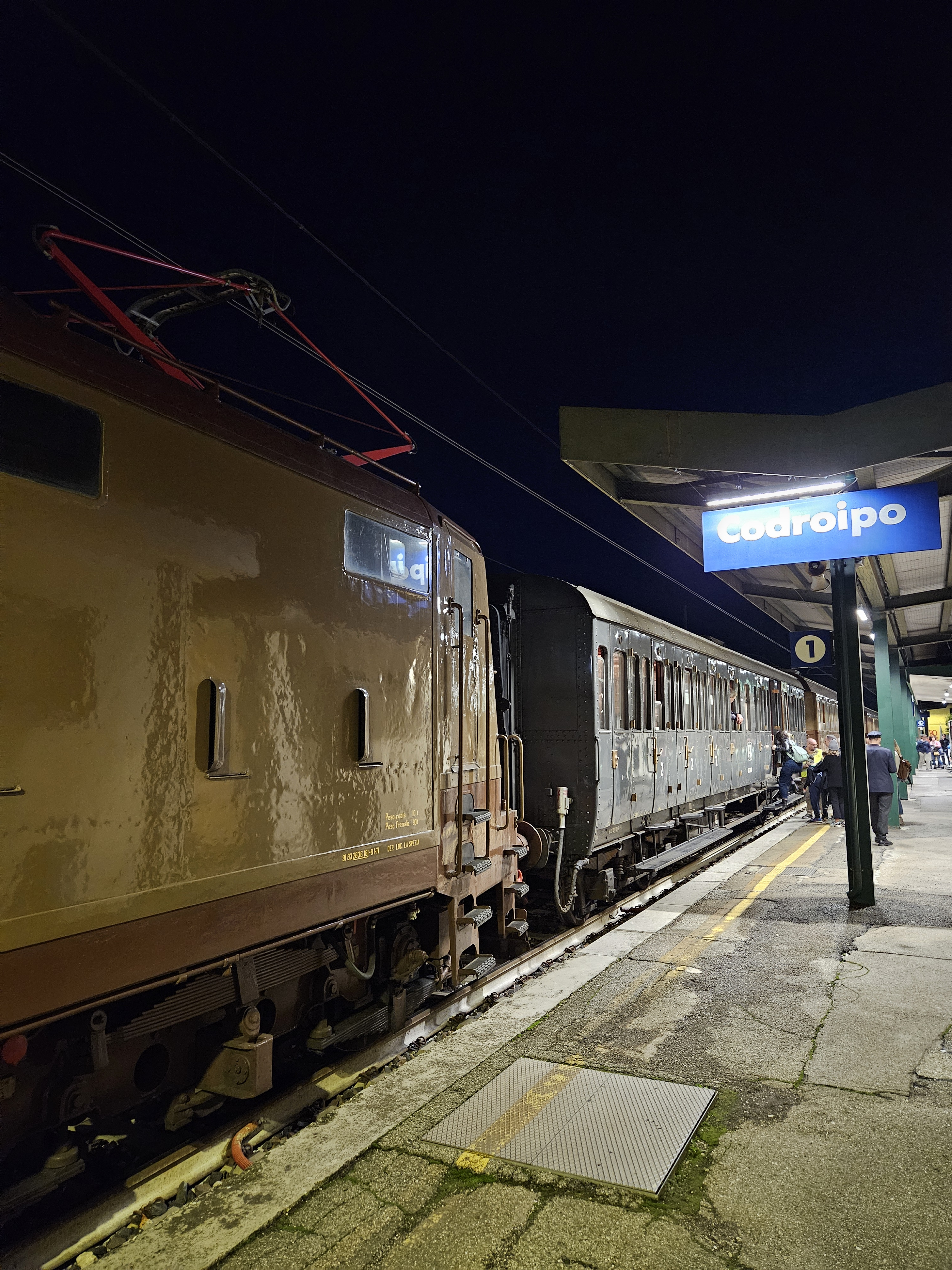
E.636.161 FS al traino di un treno storico mentre attende la partenza dalla stazione di Codroipo.

La stazione di Codroipo è una fermata ferroviaria  di superficie di tipo passante, della linea ferroviaria Venezia - Udine.

## Storia
La stazione venne inaugurata nel 21 luglio 1860 quando venne aperto il tratto ferroviario che collegava la stazione di Casarsa alla stazione di Udine provenendo da Venezia.

## Strutture e impianti
La stazione è dotata di 2 binari con doppia comunicazione in direzione Casarsa. La stazione disponeva anche uno scalo merci tronco (sempre in direzione Casarsa), e di cui è presente il fabbricato del magazzino; i binari dello scalo risultano completamente rimossi.
Il fabbricato ospita una sala d'attesa.

## Movimento
La stazione è servita da treni regionali svolti da Trenitalia nell'ambito del contratto di servizio stipulato con le Regioni interessate.

## Servizi
La stazione dispone dei seguenti servizi:
- Bar numero di telefono cerca
- Servizi igienici